# És així, si us ho sembla
És així, si us ho sembla (títol original en italià: Così è (se vi pare)) és el títol d'una peça de teatre de l'escriptor italià Luigi Pirandello, escrita el 1917 i definida per ell mateix com una "farsa filosòfica".
Com ocorre en la major part del seu teatre, l'autor desenvolupa l'obra a partir d'un relat. En aquest cas, la comèdia va ser extreta del conte La Signora Frola e il Signor Ponza, suo genero («La senyora Frola i el senyor Ponza, el seu gendre»). El tema de l'obra tracta de la veritat, el contrast entre realitat i aparença, entre veritable i fals. Pirandello posa en crisi la idea d'una realitat objectiva que pugui ser interpretada de manera unívoca a través dels instruments de la racionalitat.
El context històric de l'obra i la seva ambientació estan magistralment dibuixats per l'autor. Els fets transcorren en una petita capital de província, la qual cosa permet a l'autor reflectir les seves idees sobre la societat i la petita burgesa, la qual veu com una gàbia, que imposa una vida miserable i frustrant.
Quant als personatges, Pirandello els col·loca en una situació paradoxal per demostrar el contradictori de l'existència. Per a l'autor, l'home, malgrat els seus esforços, no aconsegueix penetrar fins a la fi del laberint de les aparences, ni conèixer el que està conclòs en les formes de les quals és responsable i per la seva banda, presoner.

## Traduccions al català
- És així, si us ho sembla. Traducció de Bonaventura Vallespinosa. Biblioteca Teatral, 11. Institut del Teatre i Edicions del Mall. Barcelona, gener 1983.[1]